# Potamophylax coronavirus
Potamophylax coronavirus là một loài côn trùng trong họ Limnephilidae, chỉ sinh sống tại Kosovo. Nó được đặt tên theo đại dịch COVID-19.

## Miêu tả
Đầu và các phần phụ của con đực có màu nâu. Phần đốt ngực trước, các mảnh cứng của đốt ngực giữa, đốt ngực sau và khớp háng có màu từ nâu sẫm đến đen.
Con cái có bề ngoài giống P. juliani với màu sáng hơn. Đầu và các phần phụ của nó có màu nâu, cũng như xương đùi và đốt ống. Phần đốt ngực trước, các mảnh cứng của đốt ngực giữa và đốt ngực sau có màu nâu nhạt và nâu. Các cánh trước dài 8,5 mm, màu nâu nhạt và ngắn hơn bụng, với các bộ lông cứng rất dài. Cơ quan sinh dục vẫn chưa được mô tả, vì con cái có phần cuối bị tổn thương nhẹ.

## Môi trường sống
Môi trường sống của loài này là một phụ lưu thuộc suối Krojet e Ali Pashë Gucisë, sông Lumbardhi i Decanit trong Vườn quốc gia Bjeshkët e Nemuna. Nó có thể sống trong một "điểm nóng về bọ cánh lông" ở độ cao khoảng 2.000 mét (6.600 ft) trên mực nước biển, cách thủ đô Pristina 120 km (75 mi) về phía tây. Con sông đã bị cắt đứt trong những năm gần đây do việc xây dựng một nhà máy thủy điện. Môi trường sống trên lưu vực sông của P. coronavirus được mô tả là "chiến trường giữa các nhà khoa học cùng xã hội dân sự và ban quản lý nhà máy thủy điện vận hành trên con sông."

## Phân loại
Nó được mô tả bởi một nhóm các nhà nghiên cứu với lãnh đạo là Halil Ibrahimi thuộc Đại học Pristina. Loài này thuộc nhóm loài P. winneguthi, với hình thái tương tự như P. juliani và P. winneguthi. Các mẫu vật của chúng đã được thu thập vào năm 2014, một vài năm trước khi được mô tả.

## Tên gọi

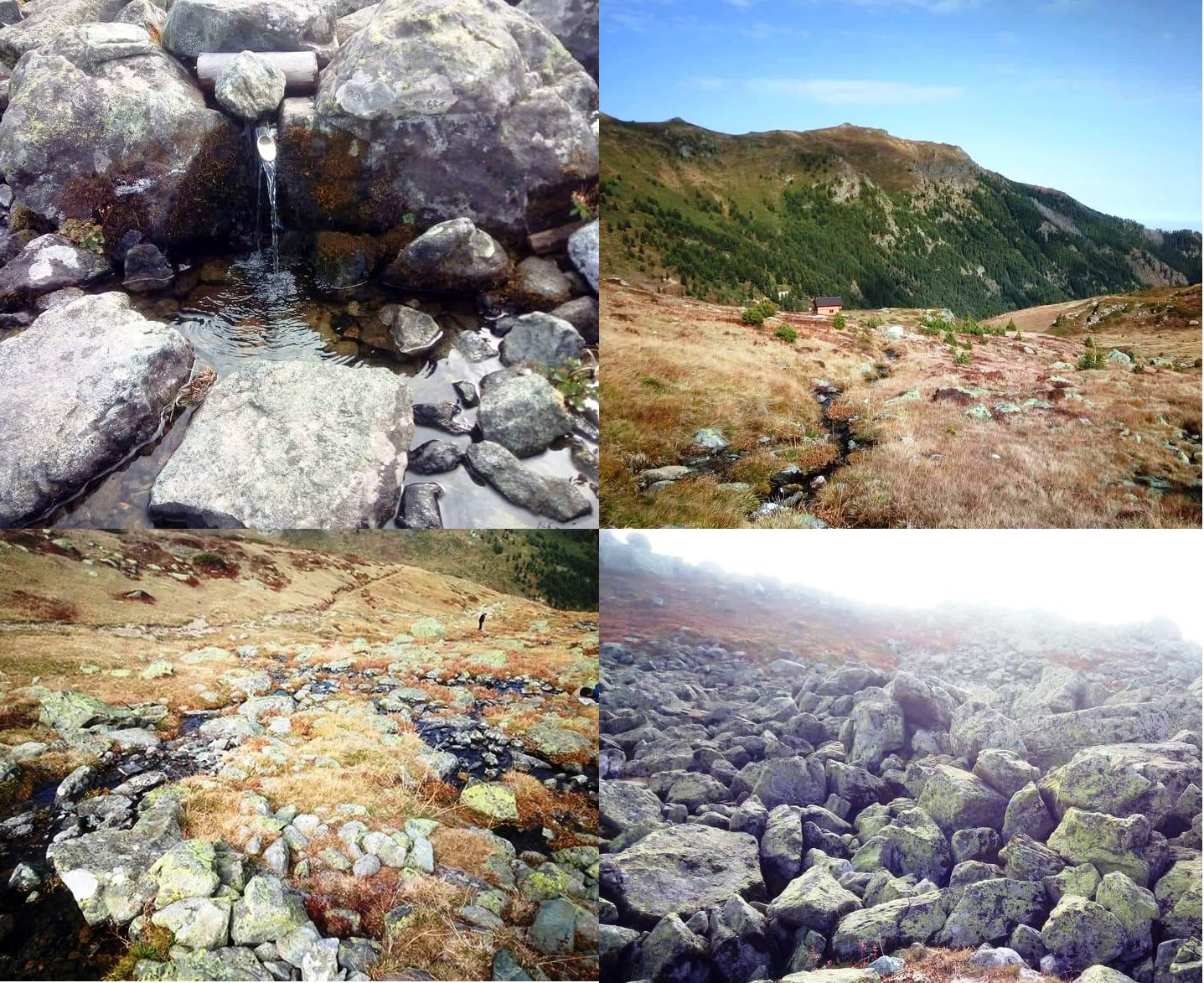
Môi trường sống của P. coronavirus

Tên gọi cụ thể coronavirus đề cập đến đại dịch COVID-19. Tác giả nói rằng ông đặt tên loài này nhằm nâng cao nhận thức về ô nhiễm môi trường ở Kosovo và các nước Balkan, được gọi là "đại dịch thầm lặng đối với sinh vật nước ngọt ở con sông Kosovo". Đây là sinh vật thứ hai được đặt tên theo đại dịch, sau bọ cánh cứng Stethantyx covida.